# Arany Málna díj a legrosszabb női mellékszereplőnek
A legrosszabb női mellékszereplő Arany Málna díját (angolul: Golden Raspberry Award for Worst Supporting Actress) a Los Angeles-i székhelyű Arany Málna Díj Alapítvány 1981 óta ítéli oda az előző évben készült és forgalomba került amerikai filmek azon női epizódszereplőinek, akiknek játékát több száz akadémiai tag szavazata alapján a „legrosszabbnak” találták.
A díjra jelölt művészek listáját minden év elején, az Oscar-díjra jelöltek kihirdetése előtti napon hozzák nyilvánosságra. A „nyertes” megnevezése minden év február végén, március elején, az Oscar-gála előtti napon történik, valamelyik hollywoodi vagy santa barbarai rendezvényteremben tartott ünnepség keretében.
A kategóriában évente öt-öt művészt jelölnek.
A díj humoros jellege megengedi, hogy női szerepet megformáló férfiak is jelöltek legyenek, sőt nyerjenek (David Spade, 2012). A legtöbb, két-két díjat Madonna (1996, 2003) és Paris Hilton (2006, 2009) kapta.

## Győztesek és jelöltek
Győztes színésznő
A kialakult gyakorlat szerint a győztesek az értékelt film dátuma szerint kerülnek listázásra: például az 1999-ben bemutatott filmek női mellékszereplőit a következő évi, 2000-es díjosztó ceremónián értékelték. 
Az alábbi listában minden évnél az első helyen a győztes áll, őt követi a többi jelölt.

### 1980-as évek
| Év                    | Színész(nő)                        | Színész(nő)                              | Szerep                        | Magyar cím                     | Eredeti cím |
| 1980 (1. gála)        |                                    |                                          |                               |                                |             |
| --------------------- | ---------------------------------- | ---------------------------------------- | ----------------------------- | ------------------------------ | ----------- |
| 1980 (1. gála)        |                                    | Amy Irving                               | Country Texasban              | Honeysuckle Rose               | Lily Ramsey |
| 1980 (1. gála)        | Elizabeth Ashley                   |                                          | Windows                       | Andrea Glassen                 |             |
| 1980 (1. gála)        | Georg Stanford Brown               | Dutyi dili                               | Stir Crazy                    | Rory Schutlebrand              |             |
| 1980 (1. gála)        | Betsy Palmer                       | Péntek 13.                               | Friday the 13th               | Mrs. Pamela Voorhees           |             |
| 1980 (1. gála)        | Marilyn Sokol                      | Zenebolondok                             | Can't Stop the Music          | Lulu Brecht                    |             |
| 1981 (2. gála)        |                                    |                                          |                               |                                |             |
|                       | Diana Scarwid                      | Anyu a sztár                             | Mommie Dearest                | Christina Crawford felnőttként |             |
| Rutanya Alda          | Anyu a sztár                       | Mommie Dearest                           | Carol Ann                     |                                |             |
| Mara Hobel            | Anyu a sztár                       | Mommie Dearest                           | Christina Crawford gyerekként |                                |             |
| Farrah Fawcett        | Ágyúgolyó futam                    | The Cannonball Run                       | Pamela Glover                 |                                |             |
| Shirley Knight        | Végtelen szerelem                  | Endless Love                             | Ann Butterfield               |                                |             |
| 1982 (3. gála)        |                                    |                                          |                               |                                |             |
|                       | Aileen Quinn                       | Annie                                    | Annie                         | Annie                          |             |
| Rutanya Alda          | A démonok háza                     | Amityville II: The Possession            | Dolores Montelli              |                                |             |
| Colleen Camp          |                                    | The Seduction                            | Robin                         |                                |             |
| Dyan Cannon           | Halálcsapda                        | Deathtrap                                | Myra Bruhl                    |                                |             |
| Lois Nettleton        | Lepke                              | Butterfly                                | Belle Morgan                  |                                |             |
| 1983 (4. gála)        |                                    |                                          |                               |                                |             |
|                       | Sybil Danning                      |                                          | Chained Heat                  | Ericka                         |             |
| Herkules, a világ ura | Sybil Danning                      | Hercules                                 | Ariadné                       |                                |             |
| Bibi Besch            |                                    | The Lonely Lady                          | Veronica Randall              |                                |             |
| Finola Hughes         | Életben maradni                    | Staying Alive                            | Laura                         |                                |             |
| Amy Irving            | Yentl                              | Yentl                                    | Hadass                        |                                |             |
| Diana Scarwid         |                                    | Strange Invaders                         | Margaret Newman               |                                |             |
| 1984 (5. gála)        |                                    |                                          |                               |                                |             |
|                       | Lynn-Holly Johnson                 | Pasivadászat kezdőknek                   | Where the Boys Are ’84        | Laurie                         |             |
| Susan Anton           | Ágyúgolyó futam 2.                 | Cannonball Run II                        | Jill Rivers                   |                                |             |
| Marilu Henner         | Ágyúgolyó futam 2.                 | Cannonball Run II                        | Betty                         |                                |             |
| Olivia d’Abo          | Bolero                             | Bolero                                   | Paloma                        |                                |             |
| Olivia d’Abo          | Conan, a pusztító                  | Conan the Destroyer                      | Jehnna hercegnő               |                                |             |
| Diane Lane            | Gengszterek klubja                 | The Cotton Club                          | Vera Cicero                   |                                |             |
| Diane Lane            | Ha eljönnek a bomberek             | Streets of Fire                          | Ellen Aim                     |                                |             |
| 1985 (6. gála)        |                                    |                                          |                               |                                |             |
|                       | Brigitte Nielsen                   | Rocky IV.                                | Rocky IV                      | Ludmilla Drago                 |             |
| Sandahl Bergman       | Vörös Szonja                       | Red Sonja                                | Gedren, Berkubane királynője  |                                |             |
| Marilu Henner         | Az éneklő cowboy                   | Rustlers’ Rhapsody                       | Tracy                         |                                |             |
| Marilu Henner         | Ingerlő idomok                     | Perfect                                  | Sally                         |                                |             |
| Julia Nickson-Soul    | Rambo II.                          | Rambo: First Blood Part II               | Co-Bao                        |                                |             |
| Talia Shire           | Rocky IV.                          | Rocky IV                                 | Adrian Pennino Balboa         |                                |             |
| 1986 (7. gála)        |                                    |                                          |                               |                                |             |
|                       | Dom DeLuise                        | Nászéjszaka kísértetekkel                | Haunted Honeymoon             | Kate nagynéni                  |             |
| Louise Fletcher       | Támadók a Marsról                  | Invaders from Mars                       | Mrs. McKeltch                 |                                |             |
| Zelda Rubinstein      | Kopogó szellem 2. – A túlsó oldal  | Poltergeist II: The Other Side           | Tangina Barrons               |                                |             |
| Kristin Scott Thomas  | A telihold alatt                   | Under the Cherry Moon                    | Mary Sharon                   |                                |             |
| Beatrice Straight     | Hatalom                            | Power                                    | Claire Hastings               |                                |             |
| 1987 (8. gála)        |                                    |                                          |                               |                                |             |
|                       | Daryl Hannah                       | Tőzsdecápák                              | Wall Street                   | Darien Taylor                  |             |
| Gloria Foster         | Leonard, a titkosügynök            | Leonard Part 6                           | Medusa Johnson                |                                |             |
| Mariel Hemingway      | Superman IV. – A sötétség hatalma  | Superman IV: The Quest for Peace         | Lacy Warfield                 |                                |             |
| Grace Jones           | Nagyra törő álmok                  | Siesta                                   | Conchita                      |                                |             |
| Isabella Rossellini   | Nagyra törő álmok                  | Siesta                                   | Marie                         |                                |             |
| Isabella Rossellini   | Kemény fiúk tánca                  | Tough Guys Don't Dance                   | Madeleine Regency             |                                |             |
| 1988 (9. gála)        |                                    |                                          |                               |                                |             |
|                       | Kristy McNichol                    | Vágyak találkozása                       | Two Moon Junction             | Patti Jean                     |             |
| Eileen Brennan        | Harisnyás Pippi legújabb kalandjai | The New Adventures of Pippi Longstocking | Miss Bannister                |                                |             |
| Daryl Hannah          | Pajzán kísértetek                  | High Spirits                             | Mary Plunkett Brogan          |                                |             |
| Mariel Hemingway      | Naplemente                         | Sunset                                   | Cheryl King                   |                                |             |
| Zelda Rubinstein      | Kopogó szellem 3.                  | Poltergeist III                          | Tangina Barrons               |                                |             |
| 1989 (10. gála)       |                                    |                                          |                               |                                |             |
|                       | Brooke Shields                     | Ágyúgolyó futam 3. – Sebességzóna        | Speed Zone                    | Önmaga                         |             |
| Angelyne              | A földi lányok csábítóak           | Earth Girls Are Easy                     | önmaga                        |                                |             |
| Anne Bancroft         |                                    | Bert Rigby, You're a Fool                | Meredith Perlestein           |                                |             |
| Madonna               | A Broadway vérszopói               | Hortense Hathaway                        |                               |                                |             |
| Kurt Russell          | Tango és Cash                      | Tango & Cash                             | Gabriel Cash                  |                                |             |

### 1990-es évek
| Év                     | Színész(nő)                               | Színész(nő)                               | Szerep                      | Magyar cím               | Eredeti cím   |
| 1990 (11. gála)        |                                           |                                           |                             |                          |               |
| ---------------------- | ----------------------------------------- | ----------------------------------------- | --------------------------- | ------------------------ | ------------- |
| 1990 (11. gála)        |                                           | Sofia Coppola                             | A Keresztapa III.           | The Godfather Part III   | Mary Corleone |
| 1990 (11. gála)        | Roseanne Barr (hangja)                    | Nicsak, ki beszél még!                    | Look Who's Talking Too      | Julie Ubriacco           |               |
| 1990 (11. gála)        | Kim Cattrall                              | Hiúságok máglyája                         | The Bonfire of the Vanities | Judy McCoy               |               |
| 1990 (11. gála)        | Julie Newmar                              | Szellemképtelenség                        | Ghosts Can't Do It          | Angel                    |               |
| 1990 (11. gála)        | Ally Sheedy                               | Savanyú a szülő                           | Betsy's Wedding             | Connie Hopper            |               |
| 1991 (12. gála)        |                                           |                                           |                             |                          |               |
|                        | Sean Young (meggyilkolt ikerként)         | Halálcsók                                 | A Kiss Before Dying         | Dorothy Carlsson         |               |
| Sandra Bernhard        | Hudson Hawk – Egy mestertolvaj aranyat ér | Hudson Hawk                               | Minerva Mayflower           |                          |               |
| John Candy             | Eszelős szívatás                          | Nothing but Trouble                       | Eldona                      |                          |               |
| Julia Roberts          | Hook                                      | Hook                                      | Tinkerbell                  |                          |               |
| Marisa Tomei           | Oscar                                     | Oscar                                     | Lisa Provolone              |                          |               |
| 1992 (13. gála)        |                                           |                                           |                             |                          |               |
|                        | Estelle Getty                             | Állj, vagy lő a mamám!                    | Stop! Or My Mom Will Shoot  | Tutti Bomowski           |               |
| Ann-Margret            | Rikkancsok                                | Newsies                                   | Medda Larkson               |                          |               |
| Tracy Pollan           | Idegen közöttünk                          | A Stranger Among Us                       | Mara                        |                          |               |
| Jeanne Tripplehorn     | Elemi ösztön                              | Basic Instinct                            | Dr. Beth Garner             |                          |               |
| Sean Young             | Volt egyszer egy gyilkosság               | Once Upon a Crime                         | Phoebe                      |                          |               |
| 1993 (14. gála)        |                                           |                                           |                             |                          |               |
|                        | Faye Dunaway                              | A beugró                                  | The Temp                    | Charlene Towne           |               |
| Anne Archer            | A tanú teste                              | Body of Evidence                          | Joanne Braslow              |                          |               |
| Sandra Bullock         | A pusztító                                | Demolition Man                            | Lenina Huxley hadnagy       |                          |               |
| Colleen Camp           | Sliver                                    | Sliver                                    | Judy Marks                  |                          |               |
| Janine Turner          | Cliffhanger – Függő játszma               | Cliffhanger                               | Jessie Deighan              |                          |               |
| 1994 (15. gála)        |                                           |                                           |                             |                          |               |
|                        | Rosie O’Donnell                           | 54-es, jelentkezz!                        | Car 54, Where Are You?      | Lucille Toody            |               |
| A Flintstone család    | Rosie O’Donnell                           | The Flintstones                           | Kavicsi Irma                |                          |               |
| Irány az Éden          | Rosie O’Donnell                           | Exit to Eden                              | Sheila Kingston             |                          |               |
| Kathy Bates            | Világgá mentem                            | North                                     | alaszkai anya               |                          |               |
| Elizabeth Taylor       | A Flintstone család                       | The Flintstones                           | Pearl Slaghoople            |                          |               |
| Lesley Ann Warren      | Az éj színe                               | Color of Night                            | Sondra Dorio                |                          |               |
| Sean Young             | Néha a csajok is úgy vannak vele          | Even Cowgirls Get the Blues               | Marie Barth                 |                          |               |
| 1995 (16. gála)        |                                           |                                           |                             |                          |               |
|                        | Madonna                                   | Négy szoba                                | Four Rooms                  | Elspeth                  |               |
| Amy, a beszélő gorilla | Kongó                                     | Congo                                     | Amy                         |                          |               |
| Bo Derek               | Tommy Boy                                 | Tommy Boy                                 | Beverly Barish              |                          |               |
| Gina Gershon           | Showgirls                                 | Showgirls                                 | Cristal Connors             |                          |               |
| Lin Tucci              | Showgirls                                 | Showgirls                                 | Henrietta Bazoom            |                          |               |
| 1996 (17. gála)        |                                           |                                           |                             |                          |               |
|                        | Melanie Griffith                          | Mulholland – Gyilkos negyed               | Mulholland Falls            | Katherine Hoover         |               |
| Faye Dunaway           | Majomparádé                               | Dunston Checks In                         | Mrs. Dubrow                 |                          |               |
| Faye Dunaway           | Siralomház                                | The Chamber Lee                           | Cayhall Bowen               |                          |               |
| Jami Gertz             | Twister                                   | Twister                                   | Melissa Reeves              |                          |               |
| Daryl Hannah           | Hárman párban                             | Two Much                                  | Liz Kerner                  |                          |               |
| Teri Hatcher           | A pillangó tánca                          | Heaven's Prisoners                        | Claudette Rocque            |                          |               |
| Teri Hatcher           | 2 nap a völgyben                          | 2 Days in the Valley                      | Becky Foxx                  |                          |               |
| 1997 (18. gála)        |                                           |                                           |                             |                          |               |
|                        | Alicia Silverstone                        | Batman és Robin                           | Batman & Robin              | Barbara Wilson / Batgirl |               |
| Faye Dunaway           | Albínó aligátor                           | Albino Alligator                          | Janet Boudreaux             |                          |               |
| Milla Jovovich         | Az ötödik elem                            | The Fifth Element                         | Leeloo                      |                          |               |
| Julia Louis-Dreyfus    | Apák napja                                | Fathers' Day                              | Carrie Lawrence             |                          |               |
| Uma Thurman            | Batman és Robin                           | Batman & Robin                            | Pamela Isley / Méregcsók    |                          |               |
| 1998 (19. gála)        |                                           |                                           |                             |                          |               |
|                        | Maria Pitillo                             | Godzilla                                  | Godzilla                    | Audrey Timmonds          |               |
| Ellen Albertini Dow    | 54                                        | 54                                        | Disco Dottie                |                          |               |
| Jenny McCarthy         | Basebolondok                              | BASEketball                               | Yvette Denslow              |                          |               |
| Liv Tyler              | Armageddon                                | Armageddon                                | Grace Stamper               |                          |               |
| Raquel Welch           | Répafej, a főnök                          | Chairman of the Board                     | Grace Kosik                 |                          |               |
| 1999 (20. gála)        |                                           |                                           |                             |                          |               |
|                        | Denise Richards                           | A világ nem elég                          | The World Is Not Enough     | Christmas Jones          |               |
| Sofia Coppola          | Star Wars I. rész – Baljós árnyak         | Star Wars: Episode I – The Phantom Menace | Saché                       |                          |               |
| Salma Hayek            | Dogma                                     | Dogma                                     | Múzsa (Ügyi-Bügyi)          |                          |               |
| Salma Hayek            | Wild Wild West – Vadiúj vadnyugat         | Wild Wild West                            | Rita Escobar                |                          |               |
| Kevin Kline            | Wild Wild West – Vadiúj vadnyugat         | Wild Wild West                            | prostituált                 |                          |               |
| Juliette Lewis         | Carla új élete                            | The Other Sister                          | Carla Tate                  |                          |               |

### 2000-es évek
| Év                  | Színész(nő)                            | Színész(nő)                                  | Szerep                                 | Magyar cím        | Eredeti cím |
| 2000 (21. gála)     |                                        |                                              |                                        |                   |             |
| ------------------- | -------------------------------------- | -------------------------------------------- | -------------------------------------- | ----------------- | ----------- |
| 2000 (21. gála)     |                                        | Kelly Preston                                | Háború a Földön                        | Battlefield Earth | Chirk       |
| 2000 (21. gála)     | Patricia Arquette                      | Sátánka – Pokoli poronty                     | Little Nicky                           | Valerie Veran     |             |
| 2000 (21. gála)     | Joan Collins                           | A Flintstone család 2. – Viva Rock Vegas     | The Flintstones in Viva Rock Vegas     | Pearl Slaghoople  |             |
| 2000 (21. gála)     | Thandiwe Newton                        | Mission: Impossible 2.                       | Mission: Impossible 2                  | Nyah Nordoff-Hall |             |
| 2000 (21. gála)     | Rene Russo                             | Rocky és Bakacsin kalandjai                  | The Adventures of Rocky and Bullwinkle | Natasha Fatale    |             |
| 2001 (22. gála)     |                                        |                                              |                                        |                   |             |
|                     | Estella Warren                         | Felpörgetve                                  | Driven                                 | Sophia Simone     |             |
| A majmok bolygója   | Estella Warren                         | Planet of the Apes                           | Daena                                  |                   |             |
| Drew Barrymore      | Eszement Freddy                        | Freddy Got Fingered                          | Davidson recepciósa                    |                   |             |
| Julie Hagerty       | Eszement Freddy                        | Freddy Got Fingered                          | Julie Brody                            |                   |             |
| Courteney Cox       | Milliókért a pokolba                   | 3000 Miles to Graceland                      | Cybil Waingrow                         |                   |             |
| Goldie Hawn         | Félrelépősdi                           | Town & Country                               | Mona Morris                            |                   |             |
| 2002 (23. gála)     |                                        |                                              |                                        |                   |             |
|                     | Madonna                                | Halj meg máskor                              | Die Another Day                        | Verity            |             |
| Lara Flynn Boyle    | Men in Black – Sötét zsaruk 2.         | Men in Black II                              | Serleena                               |                   |             |
| Bo Derek            | Az álcázás mestere                     | The Master of Disguise                       | önmaga                                 |                   |             |
| Natalie Portman     | Star Wars II. rész – A klónok támadása | Star Wars: Episode II – Attack of the Clones | Padmé Amidala                          |                   |             |
| Rebecca Romijn      | Rollerball – Könyörtelen játék         | Rollerball                                   | Aurora                                 |                   |             |
| 2003 (24. gála)     |                                        |                                              |                                        |                   |             |
|                     | Demi Moore                             | Charlie angyalai: Teljes gázzal              | Charlie's Angels: Full Throttle        | Madison Lee       |             |
| Lainie Kazan        | Gengszter románc                       | Gigli                                        | Mrs. Gigli                             |                   |             |
| Brittany Murphy     | Szakítópróba                           | Just Married                                 | Sarah Leezak                           |                   |             |
| Kelly Preston       | A macska – Le a kalappal!              | The Cat in the Hat                           | Joan Walden                            |                   |             |
| Tara Reid           | A főnököm lánya                        | My Boss's Daughter                           | Lisa Taylor                            |                   |             |
| 2004 (25. gála)     |                                        |                                              |                                        |                   |             |
|                     | Britney Spears                         | Fahrenheit 9/11                              | Fahrenheit 9/11                        | Önmaga            |             |
| Carmen Electra      | Starsky és Hutch                       | Starsky & Hutch                              | Stacey Haack                           |                   |             |
| Jennifer Lopez      | Apja lánya                             | Jersey Girl                                  | Gertrude Steiney                       |                   |             |
| Condoleezza Rice    | Fahrenheit 9/11                        | Fahrenheit 9/11                              | önmaga                                 |                   |             |
| Sharon Stone        | A Macskanő                             | Catwoman                                     | Laurel Hedare                          |                   |             |
| 2005 (26. gála)     |                                        |                                              |                                        |                   |             |
|                     | Paris Hilton                           | Viasztestek                                  | House of Wax                           | Paige Edwards     |             |
| Carmen Electra      | Piszkos szerelem                       | Dirty Love                                   | Michelle Lopez                         |                   |             |
| Katie Holmes        | Batman: Kezdődik!                      | Batman Begins                                | Rachel Dawes                           |                   |             |
| Ashlee Simpson      | Felfedezhetetlen                       | Undiscovered                                 | Clea                                   |                   |             |
| Jessica Simpson     | Hazárd megye lordjai                   | The Dukes of Hazzard                         | Daisy Duke                             |                   |             |
| 2006 (27. gála)     |                                        |                                              |                                        |                   |             |
|                     | Carmen Electra                         | Csajozós film                                | Date Movie                             | Anne              |             |
| Horrorra akadva 4.  | Carmen Electra                         | Scary Movie 4                                | Holly                                  |                   |             |
| Kate Bosworth       | Superman visszatér                     | Superman Returns                             | Lois Lane                              |                   |             |
| Kristin Chenoweth   | Kiskarácsony mindenáron                | Deck the Halls                               | Tia Hall                               |                   |             |
| Kristin Chenoweth   | A rózsaszín párduc                     | The Pink Panther                             | Cherie                                 |                   |             |
| Kristin Chenoweth   | Rumlis vakáció                         | RV                                           | Mary Jo Gornicke                       |                   |             |
| Jenny McCarthy      | Dögölj meg, John Tucker                | John Tucker Must Die                         | Lori Spencer                           |                   |             |
| Michelle Rodriguez  | BloodRayne – Az igazság árnyékában     | BloodRayne                                   | Katarin                                |                   |             |
| 2007 (28. gála)     |                                        |                                              |                                        |                   |             |
|                     | Eddie Murphy                           | Norbit                                       | Norbit                                 | Rasputia          |             |
| Jessica Biel        | Férj és férj                           | I Now Pronounce You Chuck & Larry            | Alex McDonough                         |                   |             |
| Jessica Biel        | Next – A holnap a múlté                | Next                                         | Liz Cooper                             |                   |             |
| Carmen Electra      | Bazi nagy film                         | Epic Movie                                   | Rejtély                                |                   |             |
| Julia Ormond        | Tudom, ki ölt meg                      | I Know Who Killed Me                         | Susan Fleming                          |                   |             |
| Nicollette Sheridan | Fedőneve: Takarító                     | Code Name: The Cleaner                       | Diane                                  |                   |             |
| 2008 (29. gála)     |                                        |                                              |                                        |                   |             |
|                     | Paris Hilton                           | Repo! – A genetikus opera                    | Repo! The Genetic Opera                | Amber Sweet       |             |
| Carmen Electra      | Spárta a köbön                         | Meet the Spartans                            | Margó királynő                         |                   |             |
| Carmen Electra      | Katasztrófafilm                        | Disaster Movie                               | gyönyörű bérgyilkosnő                  |                   |             |
| Kim Kardashian      | Katasztrófafilm                        | Disaster Movie                               | Lisa Taylor                            |                   |             |
| Jenny McCarthy      |                                        | Witless Protection                           | Connie                                 |                   |             |
| Leelee Sobieski     | 88 perc                                | 88 Minutes                                   | Lauren Douglas (Lydia Doherty)         |                   |             |
| Leelee Sobieski     | A király nevében                       | In the Name of the King                      | Muriella                               |                   |             |
| 2009 (30. gála)     |                                        |                                              |                                        |                   |             |
|                     | Sienna Miller                          | G. I. Joe: A kobra árnyéka                   | G.I. Joe: The Rise of Cobra            | Bárónő            |             |
| Candice Bergen      | A csajok háborúja                      | Bride Wars                                   | Marion St. Claire                      |                   |             |
| Ali Larter          | Őrült szenvedély                       | Obsessed                                     | Lisa Sheridan                          |                   |             |
| Kelly Preston       | Vén csontok                            | Old Dogs                                     | Vicki Greer                            |                   |             |
| Julie White         | Transformers: A bukottak bosszúja      | Transformers: Revenge of the Fallen          | Judy Witwicky                          |                   |             |

### 2010-es évek
| Év                         | Színész(nő)                             | Színész(nő)                               | Szerep                                          | Magyar cím           | Eredeti cím    |
| 2010 (31. gála)            |                                         |                                           |                                                 |                      |                |
| -------------------------- | --------------------------------------- | ----------------------------------------- | ----------------------------------------------- | -------------------- | -------------- |
| 2010 (31. gála)            |                                         | Jessica Alba                              | A gyilkos bennem él                             | The Killer Inside Me | Joyce Lakeland |
| 2010 (31. gála)            | Machete                                 | Jessica Alba                              | Machete                                         | Sartana Rivera       |                |
| 2010 (31. gála)            | Utódomra ütök                           | Jessica Alba                              | Little Fockers                                  | Andi Garcia          |                |
| 2010 (31. gála)            | Valentin nap                            | Jessica Alba                              | Valentine's Day                                 | Morley Clarkson      |                |
| 2010 (31. gála)            | Cher                                    | Díva                                      | Burlesque                                       | Tess                 |                |
| 2010 (31. gála)            | Liza Minnelli                           | Szex és New York 2.                       | Sex and the City 2                              | önmaga               |                |
| 2010 (31. gála)            | Nicola Peltz                            | Az utolsó léghajlító                      | The Last Airbender                              | Katara               |                |
| 2010 (31. gála)            | Barbra Streisand                        | Utódomra ütök                             | Little Fockers                                  | Roz Focker           |                |
| 2011 (32. gála)            |                                         |                                           |                                                 |                      |                |
|                            | David Spade                             | Jack és Jill                              | Jack and Jill                                   | Monica               |                |
| Katie Holmes               | Jack és Jill                            | Jack and Jill                             | Erin Sadelstein                                 |                      |                |
| Rosie Huntington-Whiteley  | Transformers 3.                         | Transformers: Dark of the Moon            | Carly Spencer                                   |                      |                |
| Brandon T. Jackson         | Gagyi mami 3. – Mint két tojás          | Big Mommas: Like Father, Like Son         | Charmaine                                       |                      |                |
| Nicole Kidman              | Kellékfeleség                           | Just Go with It                           | Devlin Adams                                    |                      |                |
| 2012 (33. gála)            |                                         |                                           |                                                 |                      |                |
|                            | Rihanna                                 | Csatahajó                                 | Battleship                                      | Cora Raikes          |                |
| Jessica Biel               | Kispályás szerelem                      | Playing for Keeps                         | Stacie Dryer                                    |                      |                |
| Jessica Biel               | Az emlékmás                             | Total Recall                              | Melina                                          |                      |                |
| Brooklyn Decker            | Csatahajó                               | Battleship                                | Samantha Shane                                  |                      |                |
| Brooklyn Decker            | Várandósok – Az a bizonyos kilenc hónap | What to Expect When You're Expecting      | Skyler Cooper                                   |                      |                |
| Jennifer Lopez             | Várandósok – Az a bizonyos kilenc hónap | What to Expect When You're Expecting      | Holly                                           |                      |                |
| Ashley Greene              | Alkonyat: Hajnalhasadás – 2. rész       | The Twilight Saga: Breaking Dawn – Part 2 | Alice Cullen                                    |                      |                |
| 2013 (34. gála)            |                                         |                                           |                                                 |                      |                |
|                            | Kim Kardashian                          |                                           | Temptation: Confessions of a Marriage Counselor | Ava                  |                |
| Salma Hayek                | Nagyfiúk 2.                             | Grown Ups 2                               | Roxanne Feder                                   |                      |                |
| Katherine Heigl            | A nagy nap                              | The Big Wedding                           | Lyla Griffin                                    |                      |                |
| Lady Gaga                  | Machete gyilkol                         | Machete Kills                             | El Camaleón 3. arca                             |                      |                |
| Lindsay Lohan              | Horrorra akadva 5.                      | Scary Movie 5                             | önmaga                                          |                      |                |
| Lindsay Lohan              | InAPPropriate Comedy                    |                                           | önmaga                                          |                      |                |
| 2014 (35. gála)            |                                         |                                           |                                                 |                      |                |
|                            | Megan Fox                               | Tini nindzsa teknőcök                     | Teenage Mutant Ninja Turtles                    | April O’Neil         |                |
| Bridgette Cameron Ridenour |                                         | Saving Christmas                          | Kirk nővére                                     |                      |                |
| Cameron Diaz               | Annie                                   | Annie                                     | Miss Colleen Hannigan                           |                      |                |
| Nicola Peltz               | Transformers: A kihalás kora            | Transformers: Age of Extinction           | Tessa Yeager                                    |                      |                |
| Susan Sarandon             | Tammy                                   | Tammy                                     | Pearl Balzen                                    |                      |                |
| 2015 (36. gála)            |                                         |                                           |                                                 |                      |                |
|                            | Kaley Cuoco                             | Alvin és a mókusok – A mókás menet        | Alvin and the Chipmunks: The Road Chip          | Eleanor              |                |
| Bérhaverok                 | Kaley Cuoco                             | The Wedding Ringer                        | Gretchen Palmer                                 |                      |                |
| Rooney Mara                | Pán                                     | Pan                                       | Tiger Lily                                      |                      |                |
| Amanda Seyfried            | Pán                                     | Pan                                       | Mary                                            |                      |                |
| Amanda Seyfried            | Káosz karácsonyra                       | Love the Coopers                          | Ruby                                            |                      |                |
| Michelle Monaghan          | Pixel                                   | Pixels                                    | Violet van Patten alezredes                     |                      |                |
| Julianne Moore             | A hetedik fiú                           | Seventh Son                               | Malkin anya                                     |                      |                |
| 2016 (37. gála)            |                                         |                                           |                                                 |                      |                |
|                            | Kristen Wiig                            | Zoolander 2.                              | Zoolander 2                                     | Alexanya Atoz        |                |
| Julianne Hough             | Nagyfater elszabadul                    | Dirty Grandpa                             | Meredith Goldstein                              |                      |                |
| Aubrey Plaza               | Nagyfater elszabadul                    | Dirty Grandpa                             | Lenore                                          |                      |                |
| Kate Hudson                | Anyák napja                             | Mother's Day                              | Jesse                                           |                      |                |
| Jane Seymour               | A fekete ötven árnyalata                | Fifty Shades of Black                     | Claire Black                                    |                      |                |
| Sela Ward                  | A függetlenség napja – Feltámadás       | Independence Day: Resurgence              | Elizabeth Lanford elnök                         |                      |                |
| 2017 (38. gála)            |                                         |                                           |                                                 |                      |                |
|                            | Kim Basinger                            | A sötét ötven árnyalata                   | Fifty Shades Darker                             | Elena Lincoln        |                |
| Sofia Boutella             | A múmia                                 | The Mummy                                 | Amaunet                                         |                      |                |
| Laura Haddock              | Transformers: Az utolsó lovag           | Transformers: The Last Knight             | Viviane Wembly                                  |                      |                |
| Goldie Hawn                | Ó, anyám!                               | Snatched                                  | Linda Middleton                                 |                      |                |
| Susan Sarandon             | Rossz anyák karácsonya                  | A Bad Moms Christmas                      | Isis Dunkler                                    |                      |                |
| 2018 (39. gála)            |                                         |                                           |                                                 |                      |                |
|                            | Kellyanne Conway                        |                                           | Fahrenheit 11/9                                 | Önmaga               |                |
| Marcia Gay Harden          | A szabadság ötven árnyalata             | Fifty Shades Freed                        | Grace Trevelyan Grey                            |                      |                |
| Kelly Preston              | Gotti                                   | Gotti                                     | Victoria Gotti                                  |                      |                |
| Jaz Sinclair               | Slender Man – Az ismeretlen rém         | Slender Man                               | Chloe                                           |                      |                |
| Melania Trump              |                                         | Fahrenheit 11/9                           | önmaga                                          |                      |                |
| 2019 (40. gála)            |                                         |                                           |                                                 |                      |                |
|                            | Rebel Wilson                            | Macskák                                   | Cats                                            | Gimb-gömb macska     |                |
| Jessica Chastain           | X-Men: Sötét Főnix                      | Dark Phoenix                              | Vuk                                             |                      |                |
| Cassi Davis                |                                         | A Madea Family Funeral                    | Betty Ann "Bam néni" Murphy                     |                      |                |
| Judi Dench                 | Macskák                                 | Cats                                      | Old Csendbelenn                                 |                      |                |
| Fenessa Pineda             | Rambo V. – Utolsó vér                   | Rambo: Last Blood                         | Gizelle                                         |                      |                |

### 2020-as évek
| Év                    | Színész(nő)                            | Színész(nő)                            | Szerep                     | Magyar cím                    | Eredeti cím  |
| 2020 (41. gála)       |                                        |                                        |                            |                               |              |
| --------------------- | -------------------------------------- | -------------------------------------- | -------------------------- | ----------------------------- | ------------ |
| 2020 (41. gála)       |                                        | Maddie Ziegler                         |                            | Music                         | Music Gamble |
| 2020 (41. gála)       | Glenn Close                            | Vidéki ballada az amerikai álomról     | Hillbilly Elegy            | Mamaw                         |              |
| 2020 (41. gála)       | Lucy Hale                              | A vágyak szigete                       | Fantasy Island             | Melanie Cole                  |              |
| 2020 (41. gála)       | Maggie Q                               | A vágyak szigete                       | Fantasy Island             | Gwen Olsen                    |              |
| 2020 (41. gála)       | Kristen Wiig                           | Wonder Woman 1984                      | Wonder Woman 1984          | Barbara Ann Minerva / Cheetah |              |
| 2021 (42. gála)       |                                        |                                        |                            |                               |              |
|                       | Judy Kaye                              | Diana: A musical                       | Diana the Musical          | Erzsébet királynő             |              |
| Barbara Cartland      | Judy Kaye                              | Diana: A musical                       | Diana the Musical          |                               |              |
| Amy Adams             | Kedves Evan Hansen                     | Dear Evan Hansen                       | Cynthia Murphy             |                               |              |
| Sophie Cookson        | Végtelen                               | Infinite                               | Nora Brightman             |                               |              |
| Erin Davie            | Diana: A musical                       | Diana the Musical                      | Kamilla cornwalli hercegné |                               |              |
| Taryn Manning         |                                        | Every Last One of Them                 | Maggie                     |                               |              |
| 2022 (43. gála)       |                                        |                                        |                            |                               |              |
|                       | Adria Arjona                           | Morbius                                | Morbius                    | Martine Bancroft              |              |
| Fan Bingbing          | 355                                    | The 355                                | Lin Mi Sheng               |                               |              |
| Fan Bingbing          | A sellő és a Napkirály                 | The King's Daughter                    | A sellő                    |                               |              |
| Lorraine Bracco       | Pinokkió                               | Pinocchio                              | Sofia (hangja)             |                               |              |
| Penélope Cruz         | 355                                    | The 355                                | Graciela Rivera            |                               |              |
| Mira Sorvino          | Lamborghini − A férfi a legenda mögött | Lamborghini: The Man Behind the Legend | Annita                     |                               |              |
| 2023 (44. gála)       |                                        |                                        |                            |                               |              |
|                       | Megan Fox                              | Feláldozh4tók                          | Expend4bles                | Gina                          |              |
| Kim Cattrall          | Ürömapám                               | About My Father                        | Tigger                     |                               |              |
| Bai Ling              |                                        | Johnny & Clyde                         | Zhang                      |                               |              |
| Lucy Liu              | Shazam! Az istenek haragja             | Shazam! Fury of the Gods               | Kalüpszó                   |                               |              |
| Mary Stuart Masterson | Öt éjjel Freddy pizzázójában           | Five Nights at Freddy's                | Jane néni                  |                               |              |
| 2024 (45. gála)       |                                        |                                        |                            |                               |              |
|                       | Amy Schumer                            | Cukormáz nélkül                        | Unfrosted                  | Marjorie Merriweather Post    |              |
| Ariana DeBose         | Argylle: A szuperkém                   | Argylle                                | Keira                      |                               |              |
| Ariana DeBose         | Kraven, a vadász                       | Kraven the Hunter                      | Calypso Ezili              |                               |              |
| Lesley-Anne Down      | Reagan                                 | Reagan                                 | Margaret Thatcher          |                               |              |
| Emma Roberts          | Madame Web                             | Madame Web                             | Mary Parker                |                               |              |
| FKA Twigs             | A holló                                | The Crow                               | Shelly Webster             |                               |              |

## Rekordok

### Többszörös győzelmek és jelölések
Pontosítva a 2025. évi díjkiosztó után.
| Jelölés | Díj | Művész           | Évek                         |
| ------- | --- | ---------------- | ---------------------------- |
| 5       | 1   | Carmen Electra   | 2005, 2006, 2007, 2008, 2009 |
| 4       | 1   | Kelly Preston    | 2001, 2004, 2010, 2019       |
| 3       | 2   | Madonna          | 1990, 1996, 2003             |
| 3       | 1   | Faye Dunaway     | 1994, 1997, 1998             |
| 3       | 1   | Daryl Hannah     | 1988, 1989, 1997             |
| 3       | 1   | Sean Young       | 1992, 1993, 1995             |
| 3       | 0   | Jenny McCarthy   | 1999, 2007, 2009             |
| 2       | 2   | Paris Hilton     | 2006, 2009                   |
| 2       | 1   | Sofia Coppola    | 1991, 2000                   |
| 2       | 1   | Megan Fox        | 2015, 2024                   |
| 2       | 1   | Salma Hayek      | 2000, 2014                   |
| 2       | 1   | Amy Irving       | 1981, 1984                   |
| 2       | 1   | Kim Kardashian   | 2009, 2014                   |
| 2       | 1   | Diana Scarwid    | 1982, 1984                   |
| 2       | 1   | Kristen Wiig     | 2017, 2021                   |
| 2       | 0   | Rutanya Alda     | 1982, 1983                   |
| 2       | 0   | Jessica Biel     | 2008, 2013                   |
| 2       | 0   | Colleen Camp     | 1983, 1994                   |
| 2       | 0   | Kim Cattrall     | 1994, 2024                   |
| 2       | 0   | Bo Derek         | 1996, 2003                   |
| 2       | 0   | Goldie Hawn      | 2002, 2018                   |
| 2       | 0   | Mariel Hemingway | 1988, 1989                   |
| 2       | 0   | Marilu Henner    | 1985, 1986                   |
| 2       | 0   | Katie Holmes     | 2006, 2012                   |
| 2       | 0   | Jennifer Lopez   | 2005, 2013                   |
| 2       | 0   | Nicola Peltz     | 2011, 2015                   |
| 2       | 0   | Zelda Rubinstein | 1987, 1989                   |
| 2       | 0   | Susan Sarandon   | 2015, 2018                   |